# 强力球
强力球（又译），是美国境内发行的彩票，由美国博彩委员会（Multi-State Lottery Association，或稱跨州彩票协会）组织，在美国45个州、哥伦比亚特区、波多黎各和美属维尔京群岛发行。每张强力球彩票的售价为2美元。
强力球中頭獎機率是2.922億分之1。
2022年8月8日，强力球開出最高頭獎紀錄20.4億美元。(未包括約40%的重稅)

## 各地销售情况
| 州份/区域      | 加入日期       |
| -------------- | -------------- |
| 亚利桑那州     | 1994年4月4日   |
| 阿肯色州       | 2009年10月31日 |
| 加利福尼亚州   | 2013年4月8日   |
| 康涅狄格州     | 1995年11月28日 |
| 科罗拉多州     | 2001年8月2日   |
| 特拉华州       | 1991年1月14日  |
| 哥伦比亚特区   | 1988年2月13日  |
| 佛罗里达州     | 2009年1月4日   |
| 乔治亚州       | 2010年1月31日  |
| 爱达荷州       | 1990年2月1日   |
| 伊利诺斯州     | 2010年1月31日  |
| 印第安纳州     | 1990年10月14日 |
| 爱荷华州       | 1988年2月13日  |
| 堪萨斯州       | 1988年2月13日  |
| 肯塔基州       | 1991年1月10日  |
| 路易斯安那州   | 1995年3月5日   |
| 缅因州         | 2004年7月30日  |
| 马里兰州       | 2010年1月31日  |
| 马萨诸塞州     | 2010年1月31日  |
| 密歇根州       | 2010年1月31日  |
| 明尼苏达州     | 1990年8月14日  |
| 密西西比州     | 2020年1月30日  |
| 密苏里州       | 1988年2月13日  |
| 蒙大拿州       | 1989年11月9日  |
| 内布拉斯加州   | 1994年7月21日  |
| 新罕布什尔州   | 1995年11月5日  |
| 新泽西州       | 2010年1月31日  |
| 新墨西哥州     | 1996年10月20日 |
| 纽约州         | 2010年1月31日  |
| 北卡罗来纳州   | 2006年5月30日  |
| 北达科他州     | 2004年3月25日  |
| 俄亥俄州       | 2010年4月16日  |
| 俄克拉荷马州   | 2006年1月12日  |
| 俄勒冈州       | 1988年2月13日  |
| 宾夕法尼亚州   | 2002年6月29日  |
| 波多黎各       | 2014年9月28日  |
| 罗得岛州       | 1988年2月13日  |
| 南卡罗来纳州   | 2002年10月6日  |
| 南达科他州     | 1990年11月15日 |
| 田纳西州       | 2004年4月21日  |
| 得克萨斯州     | 2010年1月31日  |
| 美属维尔京群岛 | 2010年11月14日 |
| 佛蒙特州       | 2003年7月1日   |
| 弗吉尼亚州     | 2010年1月31日  |
| 华盛顿州       | 2010年1月31日  |
| 西弗吉尼亚州   | 1988年2月13日  |
| 威斯康星州     | 1989年8月10日  |
| 怀俄明州       | 2014年8月24日  |

美国的阿拉巴马州、阿拉斯加州、夏威夷州、内华达州和犹他州不销售强力球彩票，其中犹他州和夏威夷州因为法律规定禁止任何形式的赌博而禁止销售。而内华达州法律规定，只能在州政府批准的赌场进行博彩娱乐，故在当地禁止销售彩票。

## 历史
1987年9月16日，由哥伦比亚特区、爱荷华州、堪萨斯州、俄勒冈州、罗得岛州及西弗吉尼亚州发起，成立“美国博彩委员会”。1987年9月16日，密西西比州加入该会。
1988年2月13日，美国博彩委员会开始组织发行“美国乐透”，当时抽奖标准为随机抽取4个号码，每张售价1美元。1990年7月18日，美国乐透开奖实况开始在电视平台直播。1992年4月19日，“美国乐透”正式更名为强力球，此后，美国其他的州份和地区亦成为强力球的成员，至2014年已有美国44个州、哥伦比亚特区、波多黎各和美属维尔京群岛发行强力球彩票。
2012年1月15日，每张基本强力球彩票价格上涨至2美元，而PowerPlay的价格则调整为3美元；头奖也翻倍至4000万美元，若前5个号码全部猜中，则可获得100万奖金。而特别号码（红球）则从39个减少到35个。
2014年，由于奖池无力创造历史新高，导致强力球销量出现明显滑坡，也对美国各州的财政产生了影响。为此，2015年10月4日，美国博彩委员会决定再次修改强力球的游戏玩法，原有的白球（普通号码）从59个提高到69个，而红球（特别号码）从35个下降到26个。修改后的头奖中奖率由改革前的一点七五亿分之一变为现在的二点九二亿分之一，整体中奖率也从1比32提高到1比25。在新制度实施后的三个月后（2016年1月），由于头奖奖金连续20次无人认领，使得强力球的头奖奖金突破15亿美元。
2021年8月23日，强力球增加每周一晚上开奖，开奖次数从每周开奖两次调整为到每周开奖三次。

## 玩法
每张强力球彩票的售价为2美元，玩家在购买后，从白球（69个普通号码）中选择5个号码，然后在红球（26个特别号码）中选择1个号码。此外，玩家可以再多付1美元购买Power Play，以增加中奖金额。其开奖时间为美国东岸时间的每周一、每周三和每周六的22:59，届时主持人将通过摇奖机抽出中奖号码。需要注意的是，开奖前59分钟将关闭销售。
以下为历次强力球玩法的对照表：
| 执行日期      | 普通号码数量 | 特别号码数量 | 大奖中奖机率  | Power Play翻倍数          |
| ------------- | ------------ | ------------ | ------------- | ------------------------- |
| 1992年4月22日 | 45           | 45           | 1:54,979,154  | 无†                       |
| 1997年11月5日 | 49           | 42           | 1:80,089,127  | 无†                       |
| 2001年3月7日  | 49           | 42           | 1:80,089,127  | 1倍、2倍、3倍、4倍、5倍   |
| 2002年10月9日 | 53           | 42           | 1:120,526,769 | 2倍、3倍、4倍、5倍        |
| 2005年8月28日 | 55           | 42           | 1:146,107,961 | 2倍、3倍、4倍、5倍        |
| 2009年1月7日  | 59           | 39           | 1:195,249,054 | 2倍、3倍、4倍、5倍        |
| 2002年1月15日 | 59           | 35           | 1:175,223,510 | 无                        |
| 2014年1月19日 | 59           | 35           | 1:175,223,510 | 2倍、3倍、4倍、5倍        |
| 2015年10月7日 | 69           | 26           | 1:292,201,338 | 2倍、3倍、4倍、5倍、10倍‡ |

†Power Play玩法于2001年推出。

‡只有当头奖数额为1.5亿美元以下时，Power Play才会有10倍的选项。
以下为现行奖金表：
| 配对数字                     | 单倍奖金   | 2倍奖金    | 3倍奖金    | 4倍奖金    | 5倍奖金    | 中奖机率         |
| ---------------------------- | ---------- | ---------- | ---------- | ---------- | ---------- | ---------------- |
| 只中得特别号码（0+1）        | $4         | $8         | $12        | $16        | $20        | 1比38.32         |
| 1个普通号码加特别号码（1+1） | $4         | $8         | $12        | $16        | $20        | 1比91.98         |
| 2+1                          | $7         | $14        | $21        | $28        | $35        | 1比701.33        |
| 3+0                          | $7         | $14        | $21        | $28        | $35        | 1比579.76        |
| 3+1                          | $100       | $200       | $300       | $400       | $500       | 1比14,494.11     |
| 4+0                          | $100       | $200       | $300       | $400       | $500       | 1比36,525.17     |
| 4+1                          | $50,000    | $100,000   | $150,000   | $200,000   | $250,000   | 1比913,129.18    |
| 5+0                          | $1,000,000 | $2,000,000 | $2,000,000 | $2,000,000 | $2,000,000 | 1比11,688,053.52 |
| 5+1                          | 头奖       | 头奖       | 头奖       | 头奖       | 头奖       | 1比292,201,338   |

根据美国税法，强力球彩票获奖者在领奖后要缴纳聯邦个人所得税，再按居住州份法例繳州个人所得税，但住在南達科他州、德州等未開徵州个人所得税的州份，或住在加州、佛州等等不對博彩獎金徵稅的州份的获奖者，则无需缴纳个人所得税。

## 主要大奖得主
2013年5月18日，美国佛罗里达州泽弗希尔斯售出了强力球头奖彩票，奖金总值约5.905亿美元。6月5日，佛罗里达州彩票官员宣布获奖者为84岁的凯莱·C·麦肯齐，在扣除税款之后，其领取到的奖金为3.708亿美元。
2016年1月13日，美国加利福尼亚州奇诺岗、佛罗里达州墨尔本海滩和田纳西州芒福德售出了强力球头奖彩票，其奖金总价值为15億美元，由3張彩票分享，是美國也是全球彩票史上最大筆頭獎獎金。开奖后，一名58岁的約翰·魯濱遜现身，他于1月15日在紐約出席一檔電視節目的录制，成為強力球彩票開獎后最早公開身份的中獎者，而鲁滨逊也选择了一次性拿走稅後3.37億美元的奖金。

## 轶事
在奖金打破纪录后，一些居住于中国大陆的人士通过微信等软件找到在美华人帮其代购彩票，不过强力球负责人凯莉·科瑞普表示，所有强力球彩票必须在美国境内购买，但未提及海外代购的合法性。另外，来自墨西哥和加拿大的人们也纷纷购买强力球彩票。
中国福利彩票的双色球游戏就是源自美国的强力球。